# La Mule (film, 2013)
Ne doit pas être confondu avec La Mule (film, 2018).
Pour les articles homonymes, voir Mule.
Pour plus de détails, voir Fiche technique et Distribution.
La Mule (titre original : La mula) est un film hispano-britannique réalisé par Michael Radford, sorti le 10 mai 2013 en Espagne. Il s'agit de l'adaptation du roman de Juan Eslava Galán.

## Synopsis
Durant la Guerre civile espagnole, Juan Castro, un soldat, protège une mule.

## Fiche technique
- Titre original : La mula
- Titre français : La Mule
- Réalisation : Michael Radford
- Scénario : Michael Radford et Juan Eslava Galan d'après son roman
- Musique : Óscar Navarro
- Langue : espagnol
- Dates de sortie : 
  - Espagne : 10 mai 2013

## Distribution
- Mario Casas : Juan Castro
- María Valverde : Conchi
- Daniel Grao : Sargento Cosme
- Luis Callejo : Teniente Coronel Troitiño
- Antonio Gil
- Secun de la Rosa : El Chato
- Jorge Suquet : Estrella

## Production
Il s'agit de la troisième collaboration à l'écran entre Mario Casas et María Valverde, couple dans leur vie privée de 2009 à 2014.